# Недуга (роман)
«Недуга» — роман українського поета Євгена Плужника, написаний та опублікований 1928 року. Це єдиний прозовий твір Євгена Плужника.

## Історія написання
За однією з версій, роман був написаний через суперечку Євгена Плужника з друзями, Борисом Антоненком-Давидовичем та Валер'яном Підмогильним, щодо того, які твори легше писати — поетичні чи прозові. За даними української літературознавиці Ярини Цимбал, таку історію створення роману поширив літературознавець Леонід Череватенко, однак його джерела інформації невідомі. Згідно з цією версією, гроші для написання роману Євген Плужник позичив у друга, Павла Коменданта, який був керівником кооперативного видавництва «Сяйво». Історію про позичені кошти підтверджують дані радянських спецслужб. За інформацією агента радянських спецслужб, Євген Плужник розповідав Дмитру Фальківському, що поспішав написати роман через потребу в грошах. Тому робота над романом тривала півтора місяця.

## Персонажі
- Іван Семенович Орловець — головний герой, директор заводу;
- Ірина Едуардівна Завадська — оперна співачка, давня знайома головного героя, в яку закохується головний герой;
- Володимир Петрович Сквирський — інженер, підлеглий головного героя, коханець Ірини Завадської;
- Звірятин — інженер, підлегий головного героя;
- Наталка Орловець — дружина головного героя;
- Мюфке — театральний критик;
- Куниця — друг і колега головного героя.
- Писаренко — друг і колега головного героя.

## Оцінка критиків
Роман «Недуга» не отримав схвалення ні друзів з літературного об'єднання, ні тогочасних критиків. Повідомляється, що друзі, з якими побився об заклад про написання роману (Борис Антоненко-Давидович та Валер'ян Підмогильний), холодно сприйняли перший прозовий твір Плужника.
Київський критик Фелікс Якубовський вважав прозову спробу Євгена Плужника невдалою, а «Недугу» назвав низькопробним романом". Зокрема Якубовський назвав роман невдалою спробою «поета-лірика виступити з великим прозовим твором». Короткий підсумок Якубовського про «Недугу»:
|  | Проблема, що поставив собі Євген Плужник – кохання комуніста до буржуазної жінки – є, безперечно, в житті цікава й актуальна, а в літературі вже досить заяложена. Таких же “занепадів”, як просте порушення тої чи тої догми – життя не знає. Воно для цього занадто мінливе. Так ставити й розв’язувати проблеми може тільки Євген Плужник, поет-лірик, що й сотої частки, певно, не проробив тої роботи для вивчення життя, що є обов’язок кожного прозаїка, а поготів романіста. |

Критик Володимир Коряк розкритикував новелу з точки зору тогочасної комуністичної ідеології, оскільки головний герой не відповідав образу комуніста-більшовика.
Критики позитивно оцінили вставлену новелу-оповідання про п'яничку Сичова. Однак Володимир Коряк вважав, що ця частина роману не розкрила стану головного героя. Фелікс Якубовський вказував, що ця частина має штучний звязок з основною частиною роману.
Письменник Василь Чапля критикував роман за сухість та спрощену сюжетну лінію.

## Історія публікацій
Роман вперше вийшов 1928 року у видавництві «Сяйво» у Києві. Перший тираж був 2500 примірників. Видавництво перевидало роман тиражем 3150 одиниць 1929 року.

### Перелік видань
- Недуга. — Сяйво, 1928
- Недуга. — Сяйво, 1929
- Недуга: роман / Євген Плужник. — Київ: Знання, 2016. — 239 с. — (Скарби ; № 6, 2016)
- Недуга: роман, п'єси / Євген Плужник. — Харків: Фоліо, 2023. — 316 с.
- Недуга [упоряд. В. Агеєва ; авт. передм. О. Полюхович]. — Київ: Віхола, 2024. — 238, [1] с. — (Неканонічний канон)